# 卢卡车站
卢卡車站（義大利語：Stazione di Lucca）是義大利托斯卡納大區卢卡的主要鐵路車站，啟用於1846年。

## 服務
該站擁有五座月台，是兩條線路的終點站：比薩-盧卡線和盧卡-奧拉線，以及維亞雷焦和佛羅倫薩之間線路的終點站。